# کامیلا کولماگامبتوا
کامیلا کولماگامبتوا (روسی: Камила Кулмагамбетова؛ زادهٔ ۱۶ ژوئن ۱۹۹۵) بازیکن فوتبال اهل قزاقستان است.
وی همچنین در تیم ملی فوتبال زنان قزاقستان بازی کرده‌است.